# Coleophora vibicella
Coleophora vibicella — вид лускокрилих комах родини чохликових молей (Coleophoridae).

## Поширення
Вид поширений на значній території Європи, крім Ірландії та Балкан. Присутній у фауна України.

## Опис
Розмах крил 16-24 мм. Крила жовті з білими та коричневими повздовжніми смугами.

## Спосіб життя
Метелики літають у серпні. Гусінь живиться листям вики, дріка красильного та дріка крилатого. Спершу мінує листя, потім живе у чохлику завдовжки до 19 мм. Заляльковується у кінці червня.